# Jorgo Schäfer

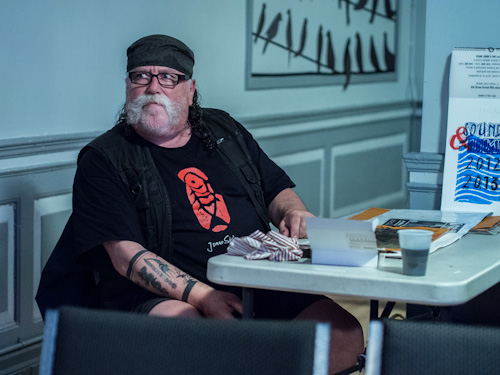

Jürgen „Jorgo“ Schäfer (* 1949 in Remscheid) ist ein Künstler (Maler, Grafiker, Cartoonist) aus Wuppertal.
Jorgo Schäfer lebt und arbeitet in Wuppertal-Unterbarmen. Ein Schwerpunkt seiner Werke ist die bildliche Auseinandersetzung mit dem Jazz, unter anderem dem seines Freundes Peter Kowald.

## Werke/Ausstellungen
Schöpfer der Figur „Großmaulwurf Wülli Tschibulski“ für die DGB-Jugend.
Viele Arbeiten und Titel für iTALien, ein Wuppertaler Stadtmagazin. Dessen Vorläufer Wuppertaler Stadtzeitung verlieh er in den 1980er Jahren ein sehr eigenständiges grafisches Profil, indem auch das Grundlayout auf seinem Entwurf beruhte.
Doppelausstellung mit Ulle Hees 2003/2004 in Radevormwald
watching with my ears (Jazzbilder)
(vol1) 2002, Galerie am Werk, Leverkusen
(vol2) 2003, vision Festival, New York
(vol3) 2004, Städtische Galerie, Bad Soden
(vol4) 2005, Galerie avantGART, Heimbach
(vol5) 2006, Augusta Savage Gallery, Amherst
Konzeption (zusammen mit Jo Wood-Brown) und Mitbestückung der Ausstellung transatlantik in New York 2008 und Wuppertal 2009.
2011 vision festival 16 New York (headline: take a stand | peter brötzmann – a lifetime of achievement) Aktionskunst „The Pied Cow / a rip improvisation“ zusammen mit Ute Voelker – Akkordeon.
2013 ehrenvolle Erwähnung unter über 2400 eingereichten Arbeiten von 790 Künstlern bei der 11. Euro-Kartoenale.